# 毅力号火星探测器
毅力号是由美国国家航空航天局下属的喷气推进实验室制造，用于火星2020任务中的火星车。该探测器已于美国东部时间2020年7月30日上午7:50（世界协调时11:50）发射，於美国加利福尼亚时间2021年2月18日下午3时55分成功登陆火星，並降落在耶澤羅撞擊坑。同年3月5日，毅力号在火星上完成首次行驶测试。毅力号的外观与好奇号大致上相同，携带 7 种科学仪器，23 个攝影鏡頭，两个麦克风。任务计划探测耶澤羅撞擊坑附近的火星表面。毅力号还携带了一台名为机智号的无人机，配合毅力号进行科学研究。2021年4月20日，毅力号成功将火星大气的二氧化碳转化成氧，這是地球以外的首次造氧。2021年9月6日，毅力號成功取得第一塊火星岩石樣本。

## 设计
好奇号工程团队帮助设计了毅力号，因此两者外观相似。不过工程师们重新设计了毅力号的轮子，使其更坚固，避免出现好奇号轮子破损的情形。毅力号的铝制轮子更厚、更耐用，并减小了宽度，增大了直径（52.5 厘米（20.7 英寸）），相比好奇号 50 厘米（20 英寸）的轮子更重。铝制轮子上覆盖着用于牵引的夹板和用于提供弹簧支撑的弧形钛辐条。毅力号携带了更大的仪器套件、新的采样和缓存系统以及改装后的轮子，这使得它比前辈好奇号重了 17%（好奇号为 899 千克，而毅力号为 1050 千克）。此外，毅力号还装有一个长 2.1 米（6 英尺 11 英寸）的五关节机械臂，机械臂上配备了取芯钻，该设备可以定位在火星车前方的任何位置以采集岩石样本。
原本作为好奇号备用装置的多任务放射性同位素热电发生器(MMRTG)将会作为驱动毅力号的动力。毅力号的发电机质量为 45 公斤（99 磅），使用 4.8 公斤（10.6 磅）的二氧化钚作为稳定供应的热源，转化产生电能。该发电机能够产生约 110 瓦的电能，预计任务期间将会保持该水平。 此外，毅力号还携带两个锂离子充电电池在闲时储能，用于满足暂时超过 MMRTG 的稳定电力输出水平时的峰值需求。MMRTG 由美国能源部提供给 NASA ，能够提供了 14 年的工作寿命。 与太阳能电池板不同，MMRTG 为工程师提供了极大的灵活性，即使在夜间，沙尘暴期间或者冬季都能够提供稳定的电源，方便工程师们操作毅力号上的科学仪器。
毅力号的计算机使用 BAE RAD750 辐射硬化单板计算机。車載CPU是一顆經過輻射強化的PowerPC，與iMac G3同款處理器。该计算机包含 128 兆字节的易失性 DRAM，运行频率为 133 兆赫。飞行控制软件能够在一个单独的卡上访问 4 千兆字节的 NAND 非易失性存储器。
作为 “火星2020”计划的一部分，与“毅力号” 同行的还有名为机智号的实验无人机。这是一架质量为 1.8 公斤（4.0 磅）的太阳能无人机，将用于测试飞行稳定性以及提供预期 30 天的毅力号勘察最佳行驶路线规划任务。 除了相机外，它没有携带任何科学仪器。

## 仪器

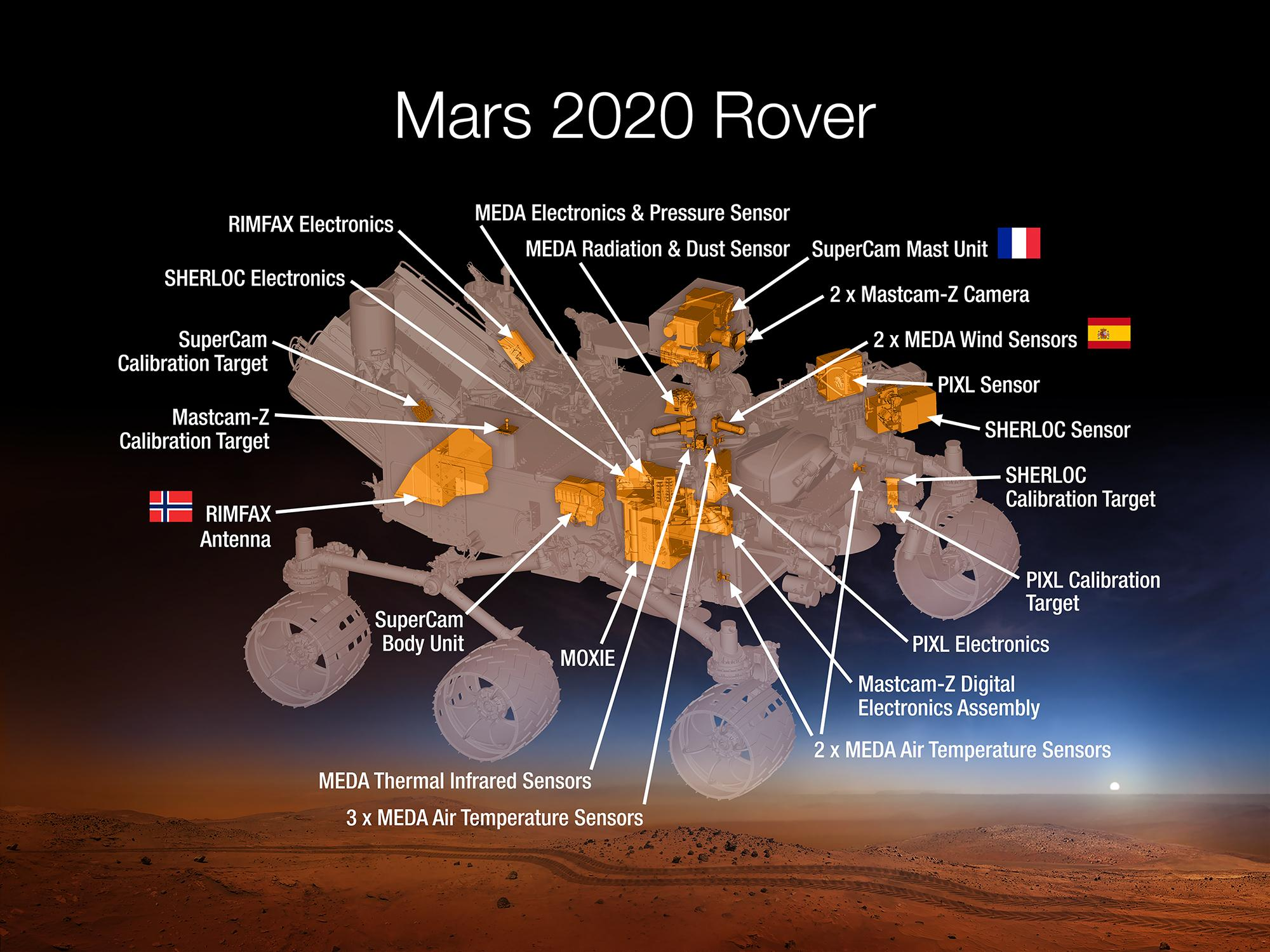
“毅力号”上科学仪器安装位置的示意图。

基于毅力号的任务目标，初期提出了 60 余项仪器用于评估。2014年7月31日，美国宇航局宣布了毅力号将携带的七项科学仪器。
- X射线岩石化学行星仪（PIXL），这是一台X射线荧光光谱仪，用于确定火星表面物质的细微元素成分。[29][30]
- 火星地下实验雷达成像仪（RIMFAX），这是一个穿地雷达，用于对不同的地面密度、结构层、埋藏的岩石、陨石进行成像，并探测 10 米（33 英尺）深的地下水冰和咸盐水。RIMFAX 由挪威国防研究机构（FFI）提供。[31][32][33]
- 火星环境动态分析仪（MEDA），用于测量温度、风速、风向、压力、相对湿度、辐射以及尘埃颗粒大小和形状。它由西班牙天体生物学中心提供。[34]
- 火星氧氣原位資源利用實驗（MOXIE），用于一项探索性技术研究：尝试从火星大气中的二氧化碳（{\displaystyle {\ce {CO2}}}）中产生少量的氧气（{\displaystyle {\ce {O2}}}）。这项技术未来可能扩大规模，用于人类生命支持，或为返回任务制作火箭燃料。[35]
- 超级相机（SuperCam），这是一套可以从远处对岩石和风化石进行成像、化学成分分析和矿物学分析的仪器。它是好奇号探测器上的 ChemCam 的升级版，配备了两台激光器和四台光谱仪，使它能够远程识别生物特征，评估火星过去的可居住性。洛斯阿拉莫斯国家实验室、法国天体物理学和行星学研究所（IRAP）、法国航天局（CNES）、夏威夷大学和西班牙巴利亚多利德大学合作开发和制造了SuperCam。[36]
- Mastcam-Z相机，它可以像双筒望远镜一样变焦并创建全景和立体图像，同时还可以确定火星表面的矿物成分和绘制3D地图。
- 拉曼荧光光谱仪（SHERLOC），这是一种紫外线拉曼光谱仪，利用精细尺度的成像和紫外线（UV）激光来扫描环境中是否有宜居有机化合物。[37][38]

此外，还配备一些额外的摄像头，并首次在火星车上安装了两个麦克风，它们在登陆活动中、驾驶时、采集样品时，都会被使用。

## 任務

### 着陆
美國火星探測車「毅力號」（Perseverance），於在美東時間2021年2月18日下午3時55分，成功登陸火星，降落在火星傑澤羅隕石坑（Jezero Crater），並傳回首張火星照片。

## 样本采集

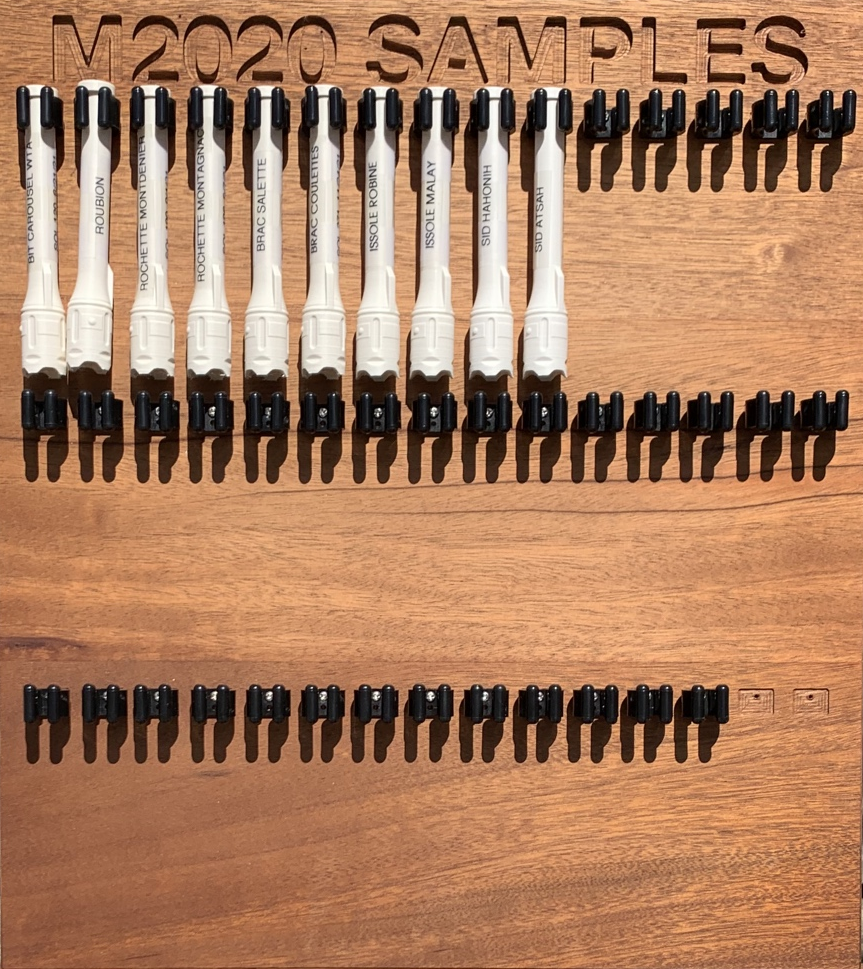
噴氣推進實驗室的毅力號任務辦公室裡，展示了樣本管（當時已封裝10個樣本管）

為了完成火星樣本取回任務，毅力號的將會收集和儲存一套岩石和土壤樣本，這些樣品在未來十年內會有後續任務將其取回。
截至 2023 年 10 月，毅力號攜帶的43個樣本管中，已經封裝27個岩石樣本（8個火成岩樣本、12個沉積岩樣本）一個 二氧化矽-膠結 碳酸鹽岩 樣品管、兩個風化層樣品管，一個大氣樣品管，和三個見證管。43個樣本管中有5個見證管，會裝入毅力號探索區域周圍的環境中的氣體與微粒，作為樣本的對照組。
| 樣本列表：  | 樣本列表：              | 樣本列表： | 樣本列表：           | 樣本列表： | 樣本列表：                                   | 樣本列表：                      | 樣本列表：                            | 樣本列表：       | 樣本列表：             |
| No.         | 採樣日期                | 採樣火星日 | 樣本名稱             | 樣本圖片   | 樣本放置日期、地點、圖片                     | 採樣岩石、目標名稱              | 地點                                  | 樣本長度（公分） | 岩石種類               |
| ----------- | ----------------------- | ---------- | -------------------- | ---------- | -------------------------------------------- | ------------------------------- | ------------------------------------- | ---------------- | ---------------------- |
| 見證管1     | 2021年7月7日            | Sol 121    | N/A                  |            |                                              | N/A                             | 北賽塔                                | N/A              | 見證管                 |
| 大氣樣本1   | 2021年8月6日            | Sol 164    | N/A                  |            |                                              | Roubion                         | 多邊形谷 （Polygon Valley）           | N/A              | 大氣                   |
| 岩石樣本1   | 2021年9月1日            | Sol 190    | Montdenier           |            |                                              | 羅切特岩 （Rochette）           | 阿圖比嶺 （Artuby Ridge）             | 5.98             | 火成岩                 |
| 岩石樣本2   | 2021年9月8日            | Sol 196    | Montagnac            |            |                                              | 羅切特岩 （Rochette）           | 阿圖比嶺 （Artuby Ridge）             | 6.14             | 火成岩                 |
| 岩石樣本3   | 2021年11月15日          | Sol 262    | Salette              |            |                                              | Brac                            | 南賽塔 （South Séítah）               | 6.28             | 火成岩                 |
| 岩石樣本4   | 2021年11月24日          | Sol 271    | Coulettes            |            |                                              | Brac                            | 南賽塔 （South Séítah）               | 3.3              | 火成岩                 |
| 岩石樣本5   | 2021年12月18日          | Sol 295    | Robine               |            |                                              | Issole                          | 南賽塔 （South Séítah）               | 6.08             | 火成岩                 |
| 岩石樣本6   | 2021年12月29日 （失敗） | Sol 306    | N/A                  |            | 2022年12月21日（Sol 653） 三叉存放站 存放點1 | Issole                          | 南賽塔 （South Séítah）               | N/A              | 火成岩                 |
| 岩石樣本6   | 2022年1月31日 （成功）  | Sol 337    | Malay                |            | 2022年12月21日（Sol 653） 三叉存放站 存放點1 | Issole                          | 南賽塔 （South Séítah）               | 3.07             | 火成岩                 |
| 岩石樣本7   | 2022年3月7日            | Sol 371    | Ha'ahóni （Hahonih） |            |                                              | Sid                             | 奧克塔維婭·埃·巴特勒著陸場 Ch'ał 露頭 | 6.5              | 火成岩                 |
| 岩石樣本8   | 2022年3月13日           | Sol 377    | Atsá （Atsah）       |            |                                              | Sid                             | 奧克塔維婭·埃·巴特勒著陸場 Ch'ał 露頭 | 6                | 火成岩                 |
| 岩石樣本9   | 2022年7月7日            | Sol 490    | Swift Run            |            |                                              | 斯金納嶺 （Skinner Ridge）      | 三角洲前沿 （Delta Front）            | 6.69             | 沉積岩                 |
| 岩石樣本10  | 2022年7月12日           | Sol 495    | Skyland              |            |                                              | 斯金納嶺 （Skinner Ridge）      | 三角洲前沿 （Delta Front）            | 5.85             | 沉積岩                 |
| 見證管2     | 2022年7月16日           | Sol 499    | N/A                  |            |                                              | N/A                             | 三角洲前沿 （Delta Front）            | N/A              | 見證管                 |
| 岩石樣本11  | 2022年7月27日           | Sol 509    | Hazeltop             |            |                                              | 班貓嶺 （Wildcat Ridge）        | 三角洲前沿 （Delta Front）            | 5.97             | 沉積岩                 |
| 岩石樣本12  | 2022年8月3日            | Sol 516    | Bearwallow           |            |                                              | 班貓嶺 （Wildcat Ridge）        | 三角洲前沿 （Delta Front）            | 6.24             | 沉積岩                 |
| 岩石樣本13  | 2022年10月2日           | Sol 575    | Shuyak               |            |                                              | 阿馬利克 （Amalik）             | 三角洲前沿 （Delta Front）            | 5.55             | 沉積岩                 |
| 岩石樣本14  | 2022年11月16日          | Sol 619    | Mageik               |            | 2022年12月23日（Sol 655） 三叉存放站 存放點2 | 阿馬利克 （Amalik）             | 三角洲前沿 （Delta Front）            | 7.36             | 沉積岩                 |
| 見證管3     | 2022年10月14日          | Sol 586    | N/A                  |            |                                              | N/A                             | 三角洲前沿 （Delta Front）            | N/A              | 見證管                 |
| 岩石樣本15  | 2022年11月29日          | Sol 631    | Kukaklek             |            |                                              | 隱藏港 （Hidden Harbor）        | 三角洲前沿 （Delta Front）            | 4.97             | 沉積岩                 |
| 表岩屑樣本1 | 2022年12月2日           | Sol 634    | Atmo Mountain        |            |                                              | 觀察山 （Observation Mountain） | 三角洲前沿 （Delta Front）            | 5.30             | 混合的沉積和火成岩顆粒 |
| 表岩屑樣本2 | 2022年12月7日           | Sol 639    | Crosswind Lake       |            |                                              | 觀察山 （Observation Mountain） | 三角洲前沿 （Delta Front）            | 5.30             | 混合的沉積和火成岩顆粒 |
| 資料來源:   |                         |            |                      |            |                                              |                                 |                                       |                  |                        |

## 活動

### 命名

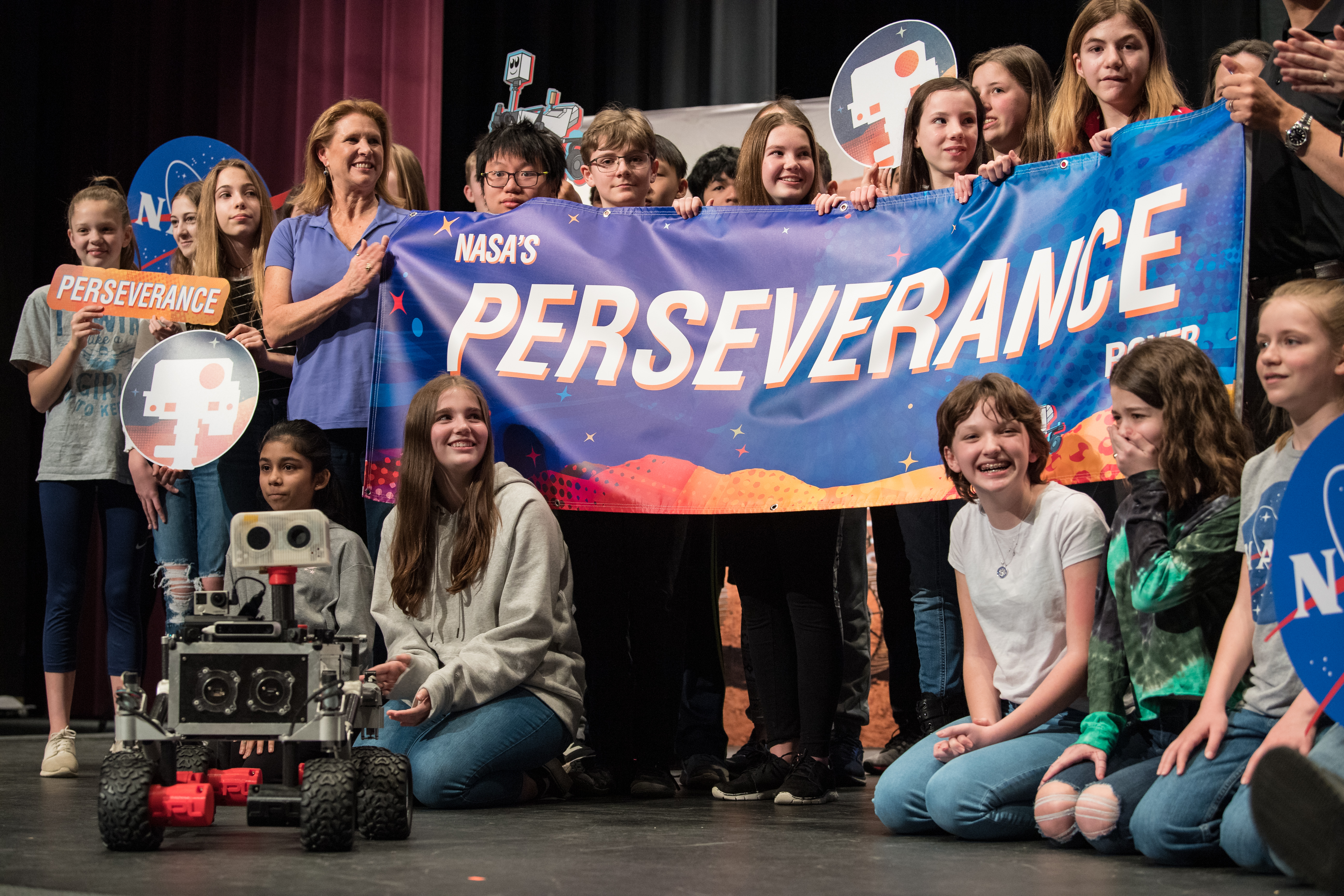
NASA的科學任務理事會副局長Thomas Zurbuchen 於 2020 年 3 月 5 日宣布火星車命名為「毅力號」

NASA科學任務理事會副局長Thomas Zurbuchen在全國K-12學生“命名火星車”競賽的28,000多份提案中選擇了“毅力”這個名字。此名稱由來自維吉尼亞州的七年級學生亞歷山大．馬瑟(Alexander Mather)提出。除了為火星車命名的榮譽之外，馬瑟和他的家人還被邀請到NASA的甘迺迪太空中心觀看火星車從卡納維拉爾角太空軍基地發射
馬瑟在他的得獎感言中說:
好奇心、洞察力、精神、機會。若仔細思考，我們會發現這些火星探測器的名字都是我們人類擁有的本質。我們總是充滿好奇心，並尋找機會。我們有探索月球、火星和其他地方的精神和洞察力。但是，如果火星車要擁有我們的特質，我們忘了最重要的事情：毅力。作為人類，我們進化為可以適應任何嚴酷情況的生物。我們是探索者，而在去火星的路上會遇到很多挫折，然而，我們可以堅持不懈。我們不只是作為一個國家，而是作為人類，將會永不放棄，憑著毅力堅持到未來。

### “把你的名字送到火星”

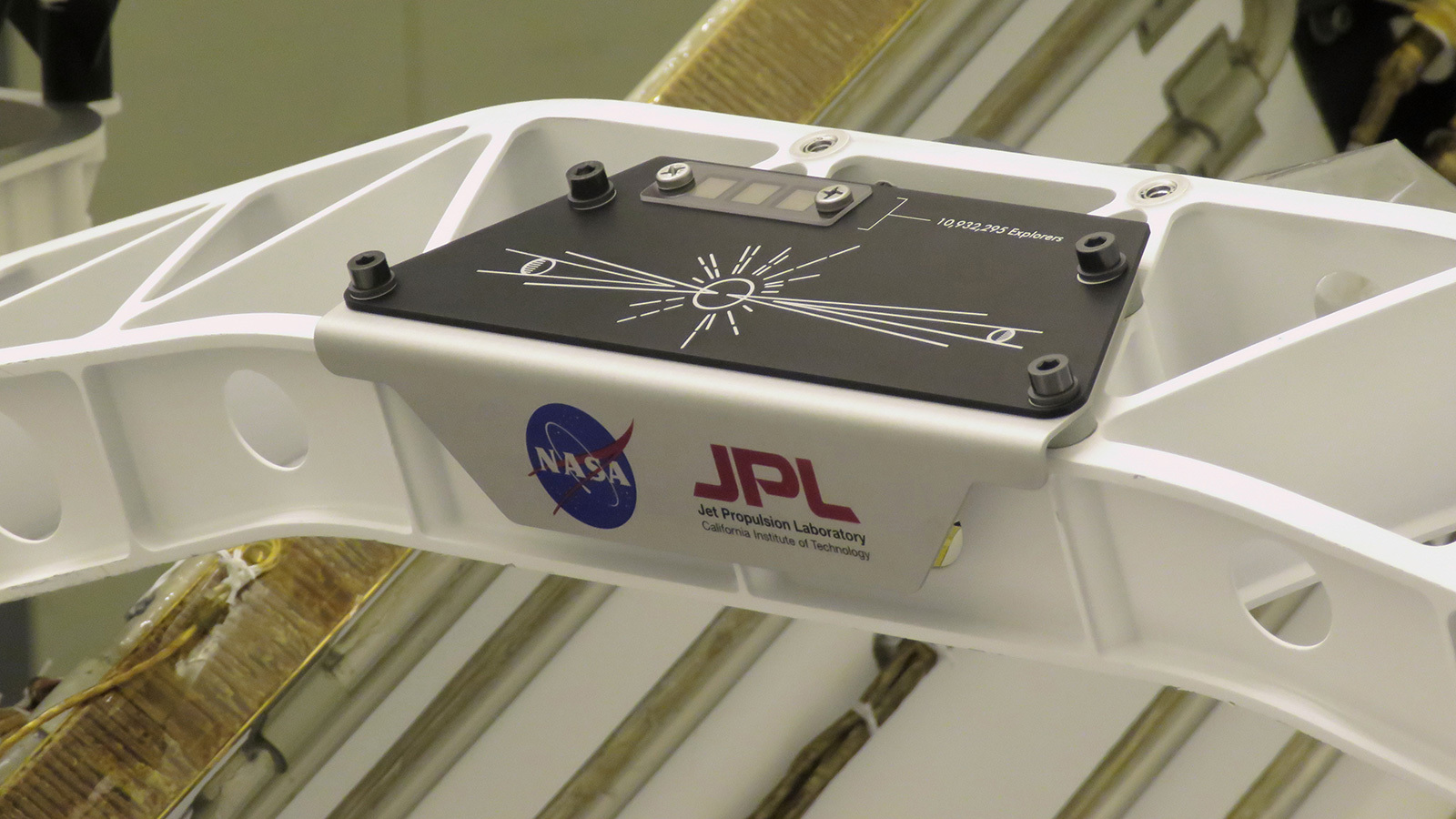
安放在“毅力号”上的名字铭牌

美国国家航空航天局（NASA）发起的“把你的名字送到火星 （页面存档备份，存于）”活动，邀请全世界的人提交他们的名字，用来“乘坐”将来飞往火星的探测器。在毅力号上大约有 10,932,295 人提交了姓名。并通过光刻将名字刻在三个指甲大小的硅芯片上。其中包括美国国家航空航天局在命名竞赛中進入决赛的155個名字。该板块已于2020年3月16日安装在火星车上。

### 向医护人员致敬
毅力号是在新型冠状病毒期间发射的，这场 2020 年 3 月爆发的疾病对任务产生了影响，为了表达对在疫情大流行期间提供帮助的医护人员的感激之情，科研人员在毅力号上放置了一块 8 * 13 厘米（5.1 英寸 * 3.1 英寸）的牌子，上面刻有象征医疗的阿斯克勒庇俄斯之杖。项目经理马特·华莱士说，他希望前往火星的下一代能够感激 2020 年的医疗工作者。

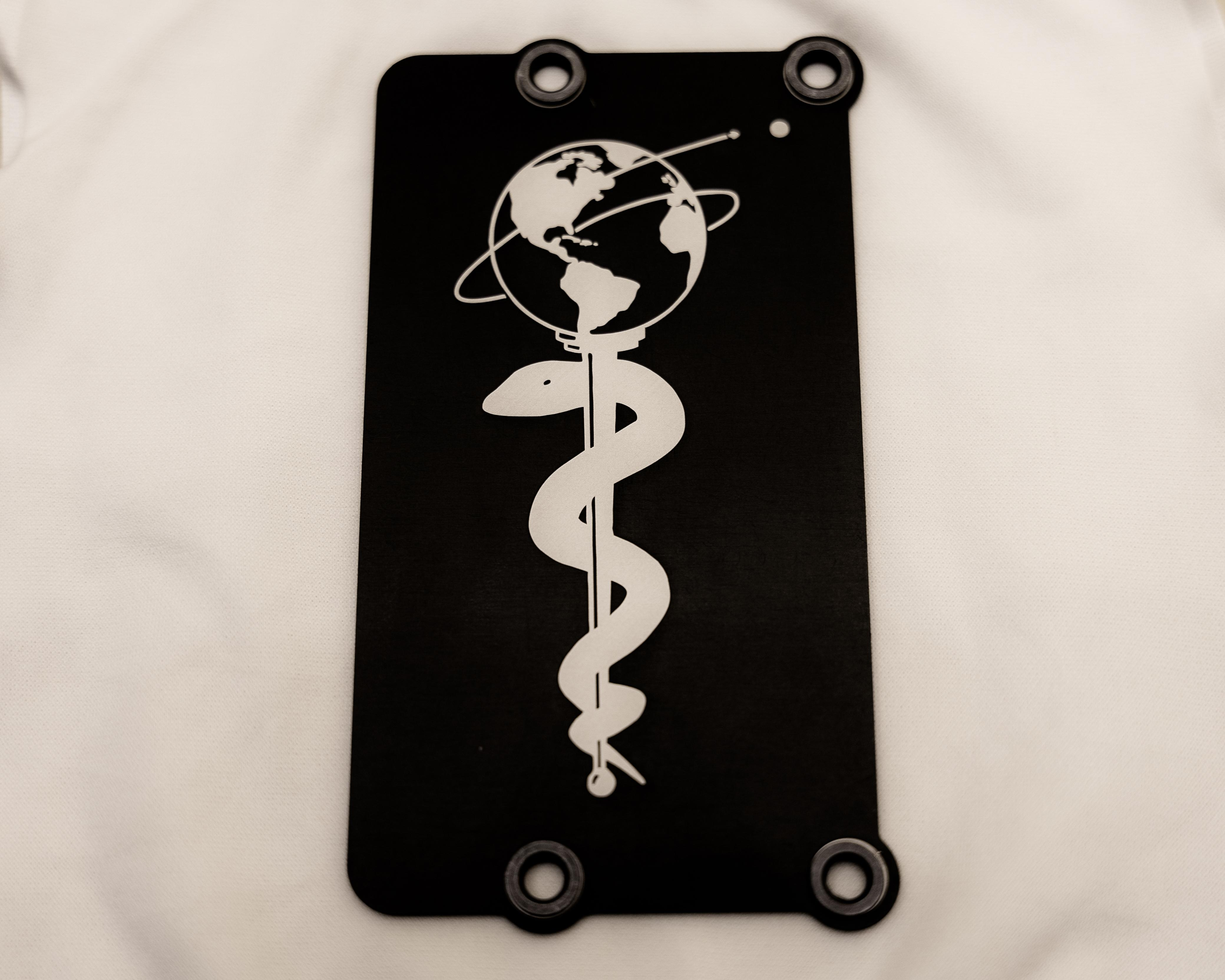
毅力号上刻有象征医疗的阿斯克庇俄斯之仗的铝板

## 圖片

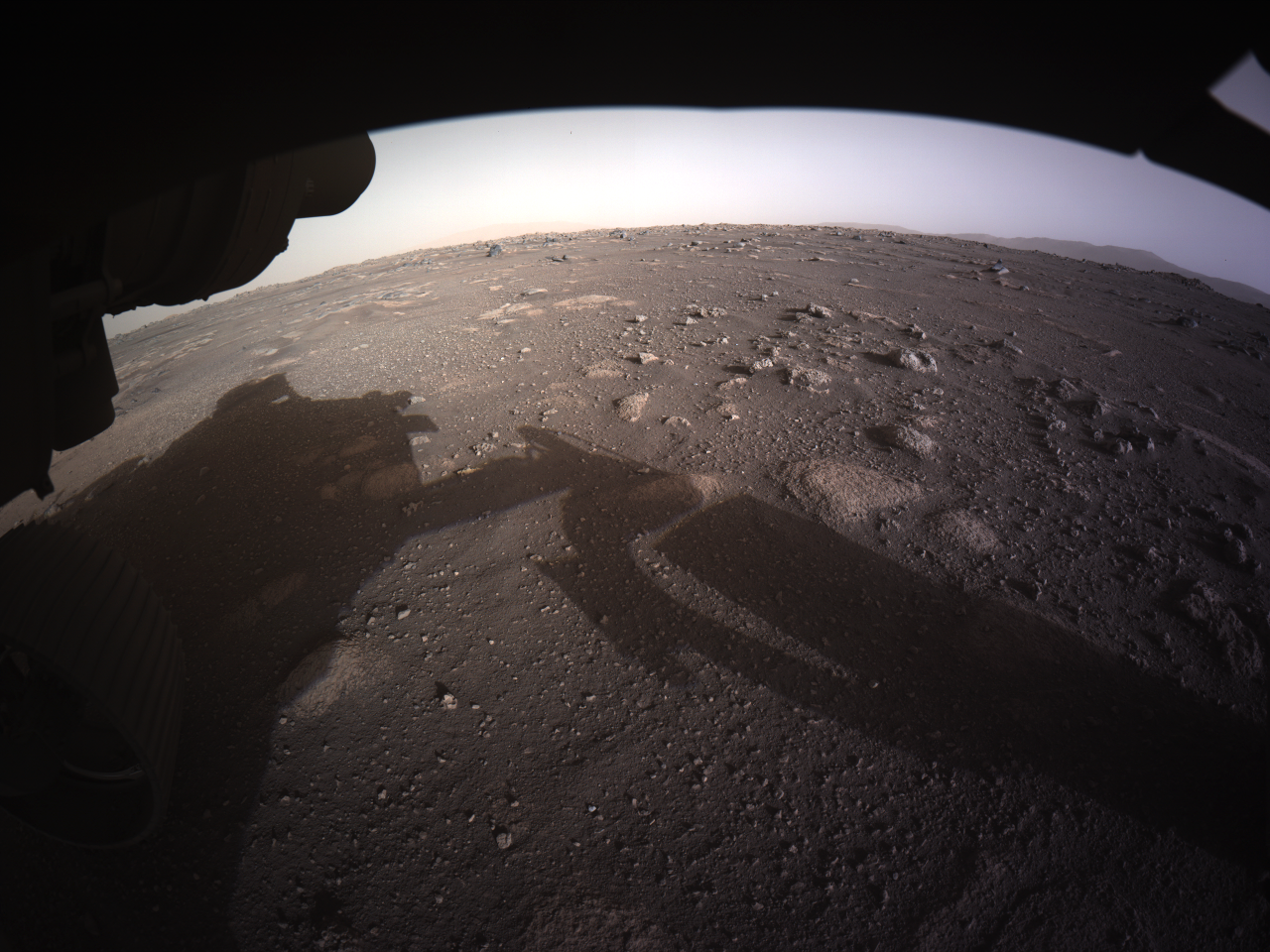
首張彩色照片
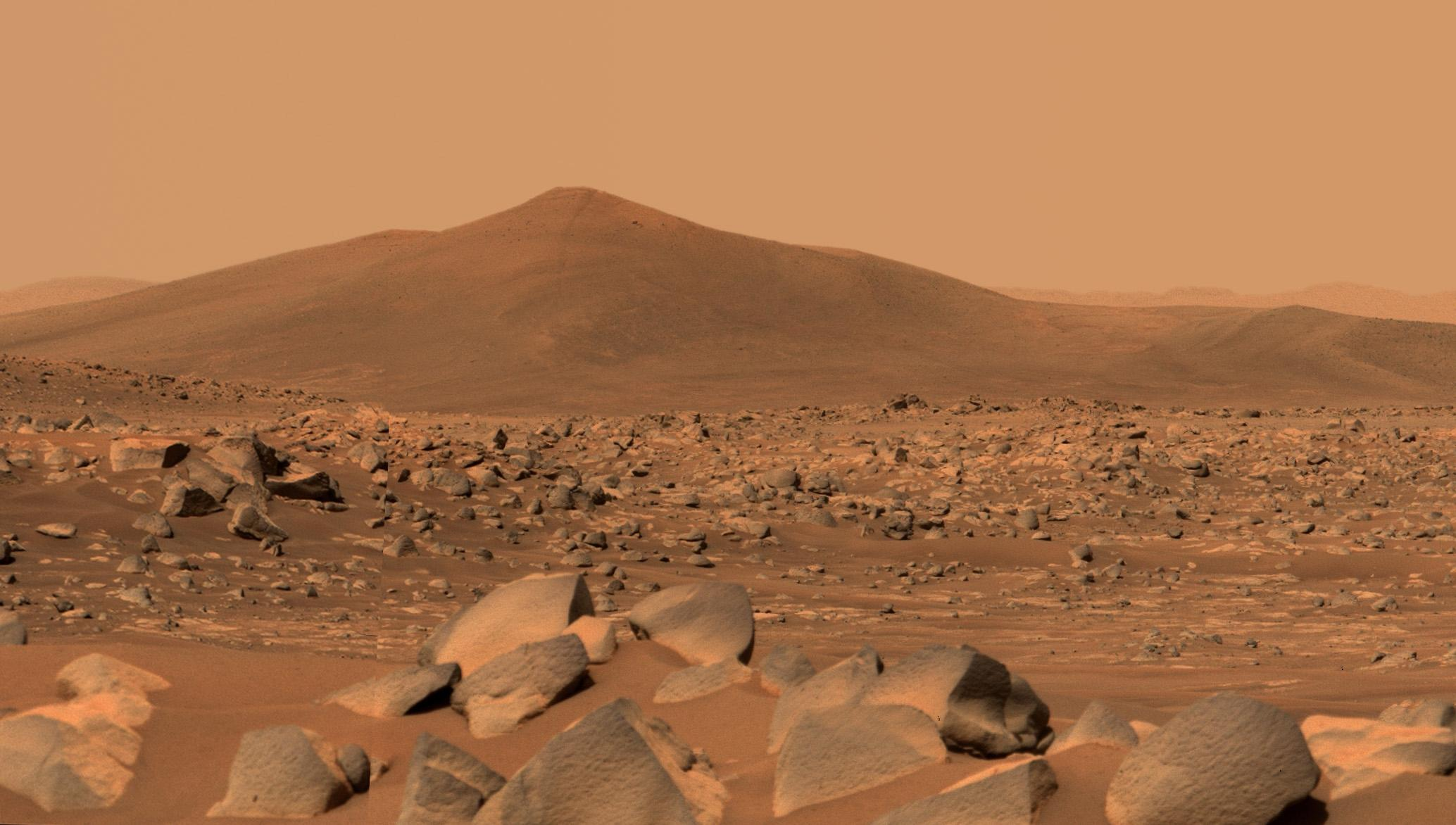
耶澤羅撞擊坑
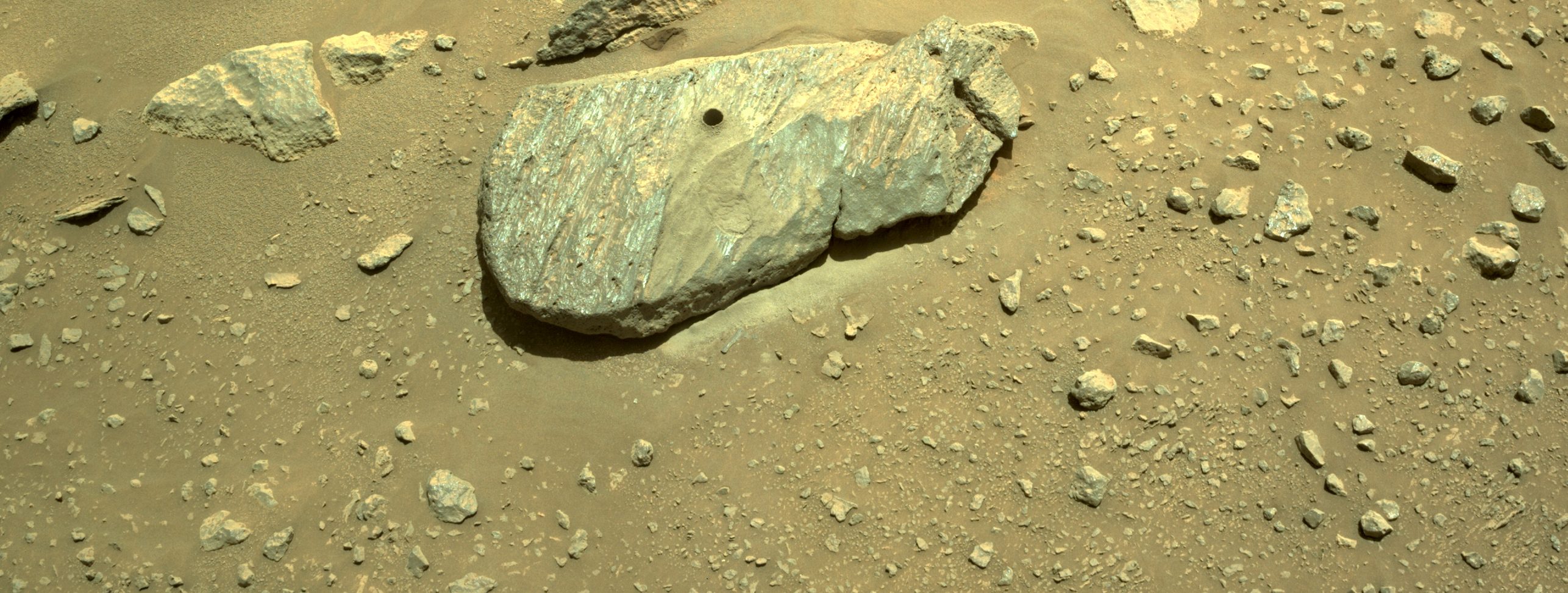
羅切特岩−毅力號首次採樣成功的岩石 （2021年9月1日）

毅力號著陸地點360°全景圖

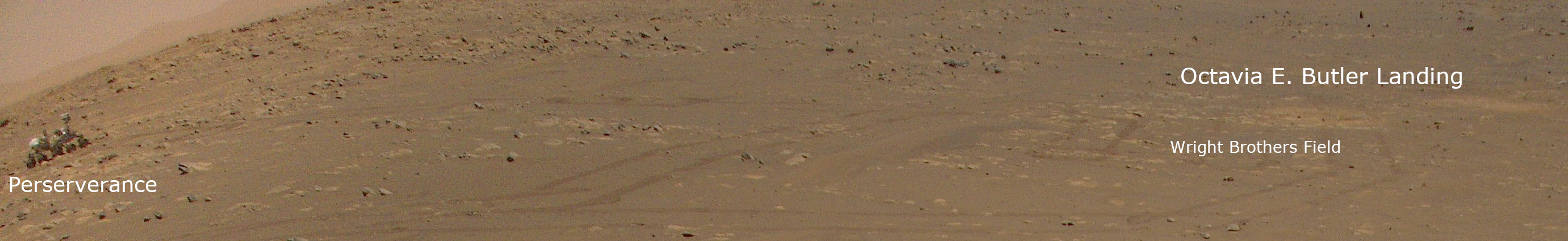
机智号從空中拍攝的耶澤羅撞擊坑，圖的左側為毅力號

### 探測車圖片

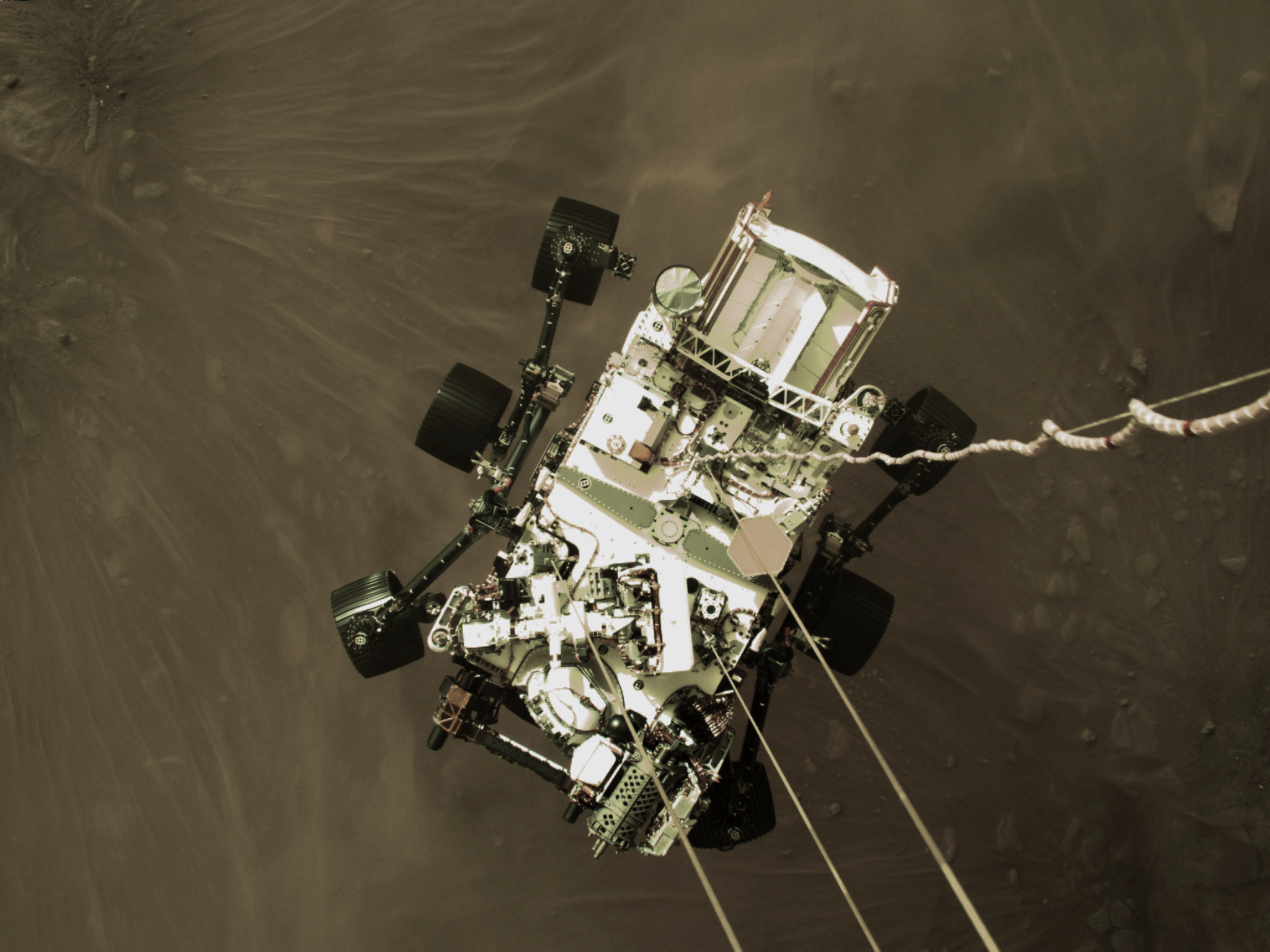
毅力號繼承了好奇號的空中吊車系統著陸方式 （2021年2月）
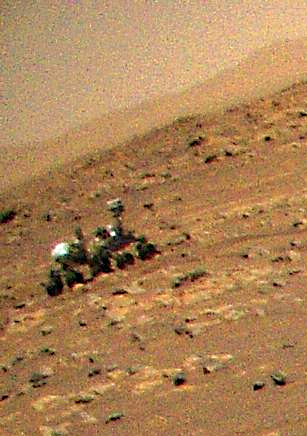
機智號在萊特兄弟機場拍到的毅力號
機智號在第11次飛行中拍到的毅力號（2021年8月）